# 瓦夫尔地区吕
瓦夫尔地区吕（法語：Rupt-en-Woëvre，法語發音：[ʁy ɑ̃ wavʁ]）是法国默兹省的一个市镇，位于该省中部，属于凡尔登区。该市镇总面积17.05平方公里，2009年时的人口为306人。

## 人口
瓦夫尔地区吕人口变化图示